# Aruba ai Giochi della XXXI Olimpiade
Aruba ha partecipato ai Giochi della XXXI Olimpiade, che si sono svolti a Rio de Janeiro, Brasile, dal 5 al 21 agosto 2016, con una delegazione di sette atleti impegnati in quattro discipline. Portabandiera alla cerimonia di apertura è stata la velista Nicole van der Velden.
Si è trattato dell'ottava partecipazione di questo paese ai Giochi. Così come nelle precedenti edizioni, non sono state conquistate medaglie.